# Baños Maule
Los baños Maule son manantiales termales ubicados en la Región del Maule utilizados para fines medicinales y turísticos.

## Ubicación
Están ubicados al sur de la laguna homónima.

## Historia
Luis Risopatrón lo describe en su Diccionario Jeográfico de Chile de 1924:: 537 
Maule (Baños de) 36° 05'? 70° 32'?. En medio de pura obsidiana, presentan aguas que brotan en el grado de ebullición, con fuerte dosis de cloruro de sodio i otra menor de sulfato de cal i cloruros de potasio, calcio i magnesio; se encuentran a 130 m de distancia de la laguna del mismo nombre. 61, XXXIX, p. 252; 63, p. 332; i 85, p. 103; i termas Baños de Maule en 68, p. 37.